# 石家庄德正社会工作服务中心
石家庄德正社会工作服务中心简称"德正社工"，是一家位于中国河北省石家庄市的社工组织。成立于2013年，服务领域主要包括学校社工、军休社工、三区社工、福利院项目等。曾被评为“2015年度中国百强社工机构”。